# Shinkansen Serie 0
Los trenes de la Serie 0 (0系 Zero-kei?) (también conocidos en español como trenes bala) fueron los Shinkansen de primera generación, construidos para operar en la línea de alta velocidad Tōkaidō Shinkansen, inaugurada en Japón en 1964. Los últimos trenes de la serie se retiraron del servicio en 2008.

## Historia
La Serie 0 (que originalmente no tenía este nombre, ya que no se tuvo la necesidad de distinguirla de otras clases de trenes hasta un tiempo después) entró en servicio con el inicio de las operaciones del Tōkaidō Shinkansen en octubre de 1964. Estas unidades eran de color blanco, con una franja azul en las ventanas y otra en la parte inferior de la carrocería de los coches e incluyendo el deflector frontal inferior.
A diferencia de los trenes japoneses anteriores (a excepción de algunos trenes que circulan en secciones de ancho estándar en la línea principal Ou y en la línea principal Tohoku), el Tōkaidō Shinkansen y todas las líneas Shinkansen posteriores son de ancho estándar, con una separación entre los carriles de 1435 mm (4' 81/2"). Los trenes estaban alimentados por corriente alterna a 25 kV y 60 Hz con todos los ejes de los coches propulsados por motores de tracción de 185 kilovatios (251,5 CV). Los trenes eran capaces de alcanzar una velocidad máxima de operación de 220 km/h (137 mph).
Originalmente se introdujeron como composiciones de 12 coches, aunque en algunas ocasiones se ampliaron hasta las 16 unidades. Posteriormente, se ensamblaron trenes más cortos de seis coches e incluso de cuatro coches para recorridos secundarios. La producción de unidades de la Serie 0 se mantuvo desde 1963 hasta 1986.
Los trenes Shinkansen generalmente se retiraron después de quince o veinte años de servicio. Las últimas unidades de la Serie 0 eran conjuntos de seis coches utilizados en los servicios JR-West Kodama en el Sanyō Shinkansen entre Shin-Ōsaka y Hakata, y en la Línea Hakata-Minami hasta su retirada del servicio el 30 de noviembre de 2008.
Después de retirarse del servicio regular, JR-Oeste realizó una serie de recorridos especiales conmemorativos Hikari en diciembre de 2008. El tren Hikari 347, asignado a la composición R61, llegó a la estación de Hakata a las 6:01 p. m. del 14 de diciembre de 2008, poniendo fin a los 44 años de servicio de los trenes de la Serie 0.

## Composiciones

### Trenes originales H/K/N/R/S de 12 coches

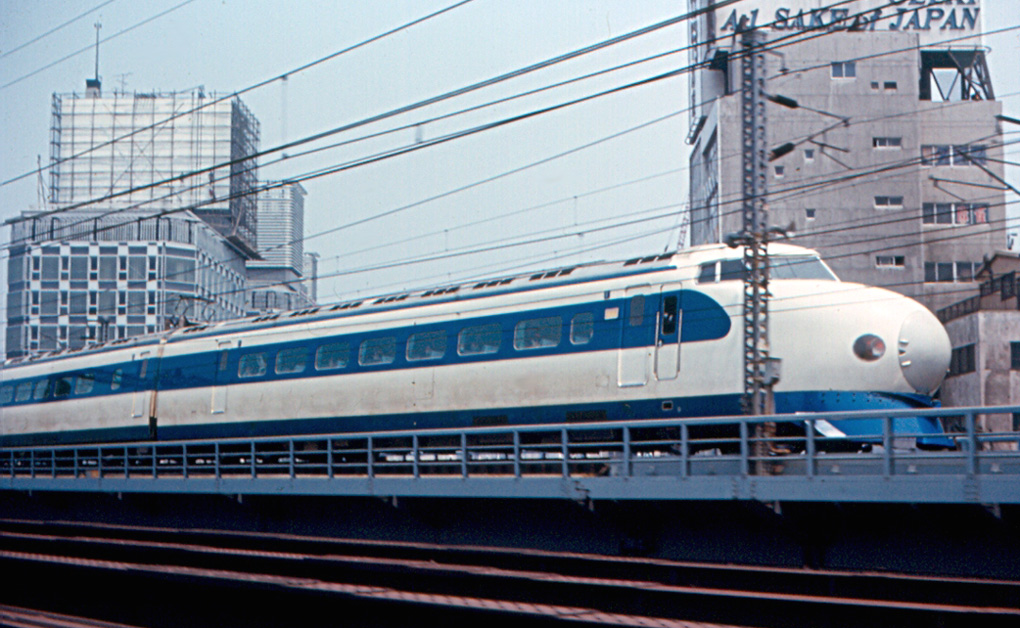
Tren Serie 0 en Tokio (mayo de 1967)

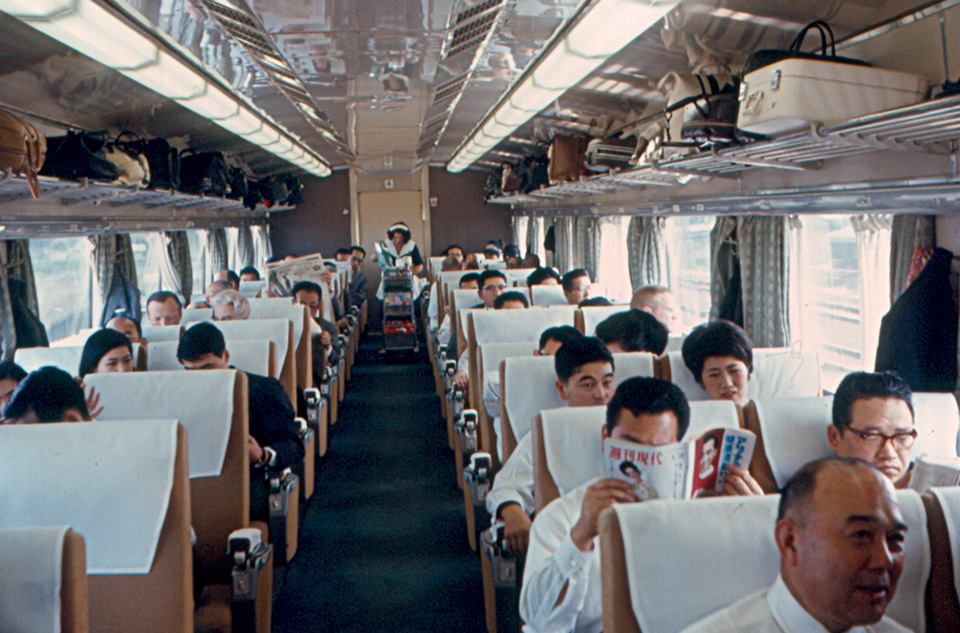
Interior de un coche de primera clase en mayo de 1967

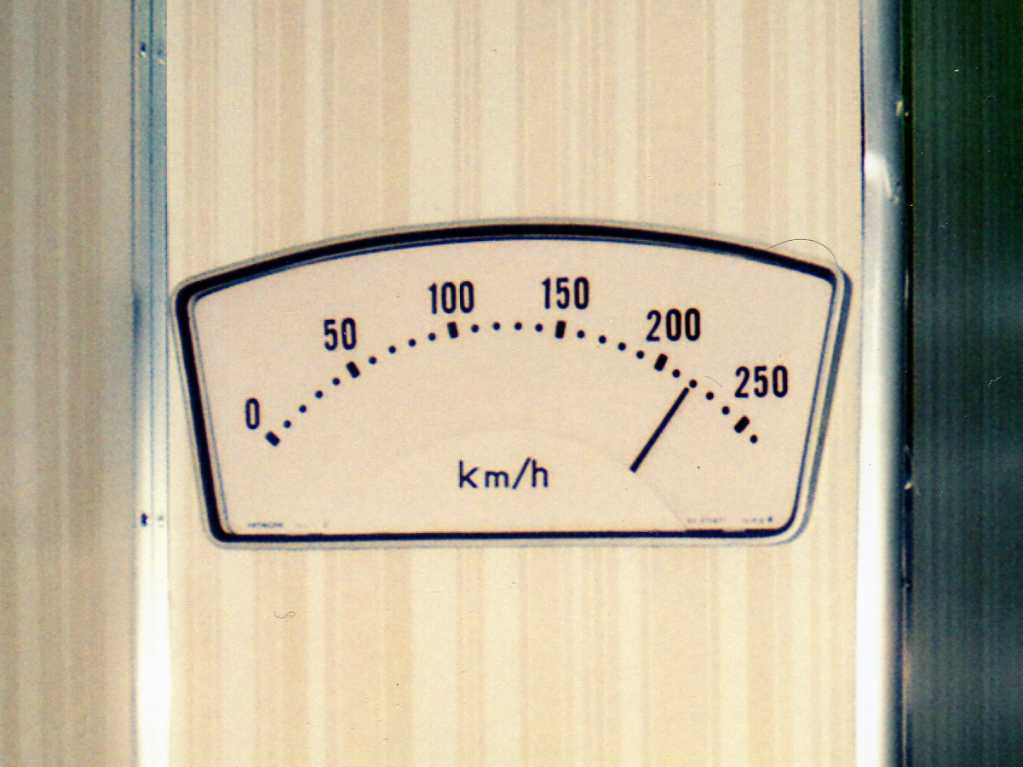
Indicador analógico de velocidad en el habitáculo de pasajeros

La flota de los Shinkansen inicialmente entregados para su uso en los servicios Hikari y Kodama en el Tōkaidō Shinkansen a partir del 1 de octubre de 1964 constaba de 30 juegos de 12 coches formados por unidades del primer y del segundo lote. Hitachi construyó seis juegos, H1 a H6, entre abril y agosto de 1964; Kisha construyó otros seis juegos, K1 a K6, entre julio y septiembre de 1964; Nippon Sharyo construyó seis juegos más, N1 a N6, entre marzo y septiembre de 1964; Kawasaki Sharyo también construyó seis juegos, R1 a R6, entre julio y septiembre de 1964; y Kinki Sharyo construyó los seis juegos restantes, S1 a S6, entre abril y agosto de 1964. Estos juegos se asignaron a los depósitos de Tokio y Osaka.
Se entregaron otros 10 juegos de 12 coches (H7/8, K7/8, N7/8, R7/8, S7/8) entre abril y julio de 1965, formados por 120 coches del tercer lote. Cinco juegos del cuarto lote fueron entregados entre junio y julio de 1966, y cinco juegos del quinto lote se entregaron entre octubre y noviembre de 1966.
Los conjuntos originales de 12 coches se formaron de la siguiente manera, con dos coches de primera clase (tipos 15 y 16) y dos coches bufé (tipo 35).
| Coche No.    | 1  | 2  | 3  | 4      | 5  | 6      | 7  | 8   | 9  | 10 | 11 | 12  |
| ------------ | -- | -- | -- | ------ | -- | ------ | -- | --- | -- | -- | -- | --- |
| Denominación | Mc | M' | M  | M'     | MB | M'     | MS | M'S | MB | M' | M  | M'c |
| Numeración   | 21 | 26 | 25 | 26-200 | 35 | 26-200 | 15 | 16  | 35 | 26 | 25 | 22  |

### Trenes H/K/N/R/S/TKodamade 12 coches
Entre 1967 y 1969 se entregaron otros 21 juegos de 12 coches del sexto al noveno lote con un solo coche de primera clase (tipo 16) para usar en los servicios Kodama. Los conjuntos "T" fueron construidos por Tokyu Car Corporation.
Estos conjuntos se formaron de la siguiente manera.
| Coche No.    | 1  | 2      | 3      | 4      | 5      | 6      | 7      | 8   | 9      | 10     | 11     | 12  |
| ------------ | -- | ------ | ------ | ------ | ------ | ------ | ------ | --- | ------ | ------ | ------ | --- |
| Denominación | Mc | M'     | M      | M'     | MB     | M'     | M      | M'S | MB     | M'     | M      | M'c |
| Numeración   | 21 | 26-100 | 25-100 | 26-300 | 35-100 | 26-300 | 25-300 | 16  | 35-100 | 26-100 | 25-100 | 22  |

### Trenes H/K/N/R/SHikaride 16 coches
Los 30 juegos originales de 12 coches se ampliaron a 16 coches entre diciembre de 1969 y febrero de 1970, con la inclusión de nuevos coches del décimo lote para los servicios Hikari con el fin de transportar el mayor número de pasajeros que viajaban hacia y desde la Exposición de Osaka en 1970. A partir de la apertura del Sanyō Shinkansen en 1972, estas composiciones se renumeraron correlativamente de H1 a H30.
| Coche No.    | 1  | 2  | 3  | 4      | 5  | 6      | 7      | 8      | 9  | 10  | 11 | 12 | 13     | 14     | 15 | 16  |
| ------------ | -- | -- | -- | ------ | -- | ------ | ------ | ------ | -- | --- | -- | -- | ------ | ------ | -- | --- |
| Denominación | Mc | M' | M  | M'     | MB | M'     | M      | M'     | MS | M'S | MB | M' | M      | M'     | M  | M'c |
| Numeración   | 21 | 26 | 25 | 26-200 | 35 | 26-200 | 25-700 | 26-700 | 15 | 16  | 35 | 26 | 25-500 | 26-700 | 25 | 22  |

### Trenes KKodamade 16 coches

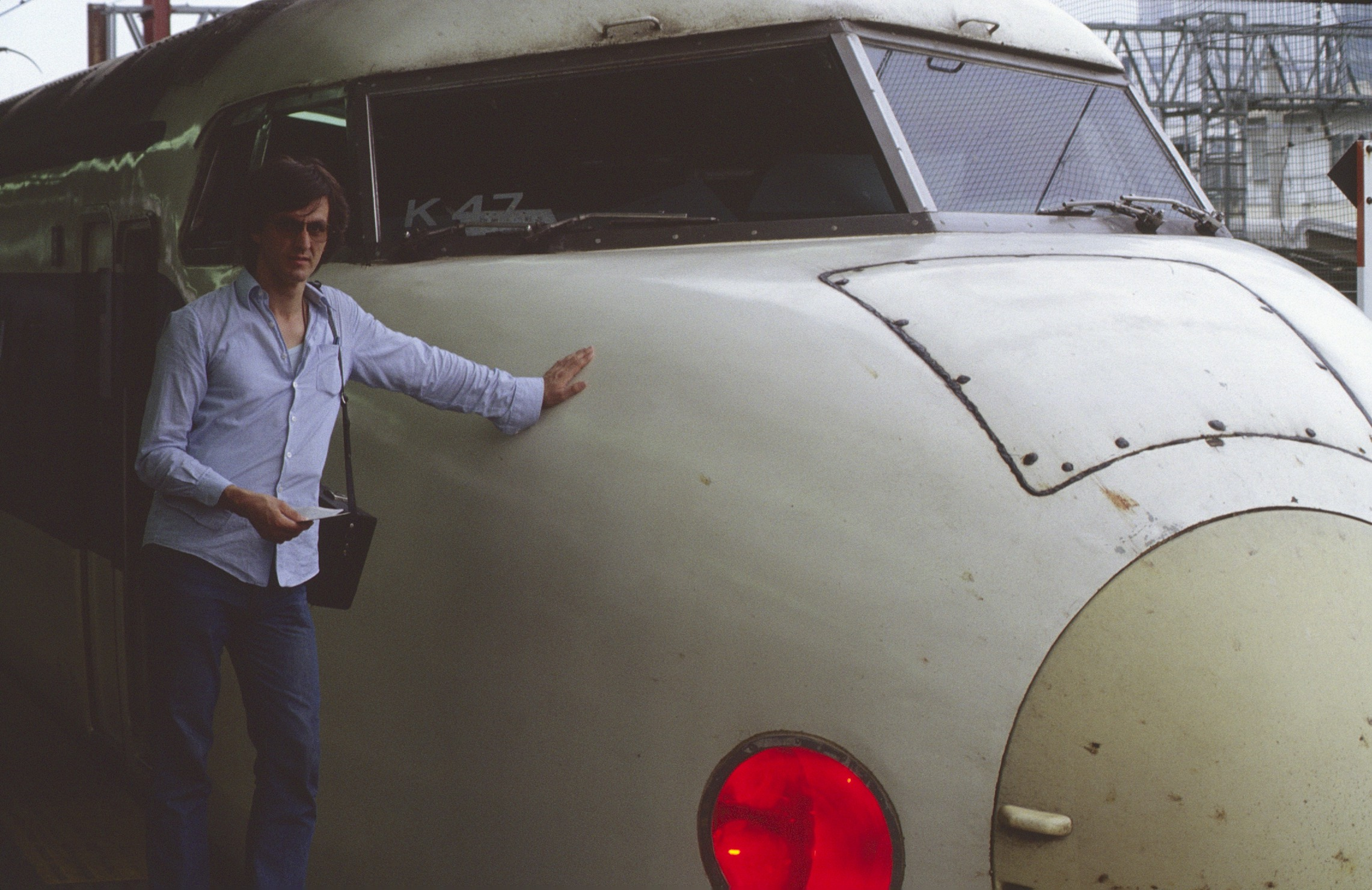
El morro abultado de un tren de la Serie 0 en la estación de Tokio en julio de 1982

Entre 1972 y 1973, los conjuntos anteriores de 12 coches Kodama se ampliaron a 16 coches, con la inclusión de nuevo material rodante de los lotes 13 y 15, y se renumeraron de K1 a K47.
| Coche No.    | 1  | 2  | 3  | 4      | 5      | 6      | 7      | 8      | 9      | 10     | 11     | 12  | 13 | 14 | 15 | 16  |
| ------------ | -- | -- | -- | ------ | ------ | ------ | ------ | ------ | ------ | ------ | ------ | --- | -- | -- | -- | --- |
| Denominación | Mc | M' | M  | M'     | MK     | M'     | M      | M'     | M      | M'     | M      | M'S | MB | M' | M  | M'c |
| Numeración   | 21 | 26 | 25 | 26-300 | 25-400 | 26-200 | 25-200 | 26-800 | 25-500 | 26-800 | 25-700 | 16  | 35 | 26 | 25 | 22  |

### Trenes HHikaride 16 coches con coche restaurante
Con la apertura de la extensión del Sanyo Shinkansen a Hakata, la flota de 16 coches H Hikari se reformó y aumentó entre 1973 y 1974, con la inclusión de nuevo material rodante de los lotes 16 y 17, incluidos los coches restaurante (tipo 36) además del coche bufé (tipo 35). La flota a 10 de marzo de 1975 constaba de 64 conjuntos, numerados correlativamente de H1 a H64.
| Coche No.    | 1  | 2  | 3  | 4      | 5      | 6      | 7  | 8   | 9  | 10     | 11 | 12  | 13     | 14 | 15 | 16  |
| ------------ | -- | -- | -- | ------ | ------ | ------ | -- | --- | -- | ------ | -- | --- | ------ | -- | -- | --- |
| Denominación | Mc | M' | M  | M'     | M      | M'     | M  | M'D | MB | M'     | MS | M'S | M      | M' | M  | M'c |
| Numeración   | 21 | 26 | 25 | 26-200 | 25-700 | 26-700 | 27 | 36  | 35 | 26-200 | 15 | 16  | 25-500 | 26 | 25 | 22  |

### Tren NHHikaride 16 coches

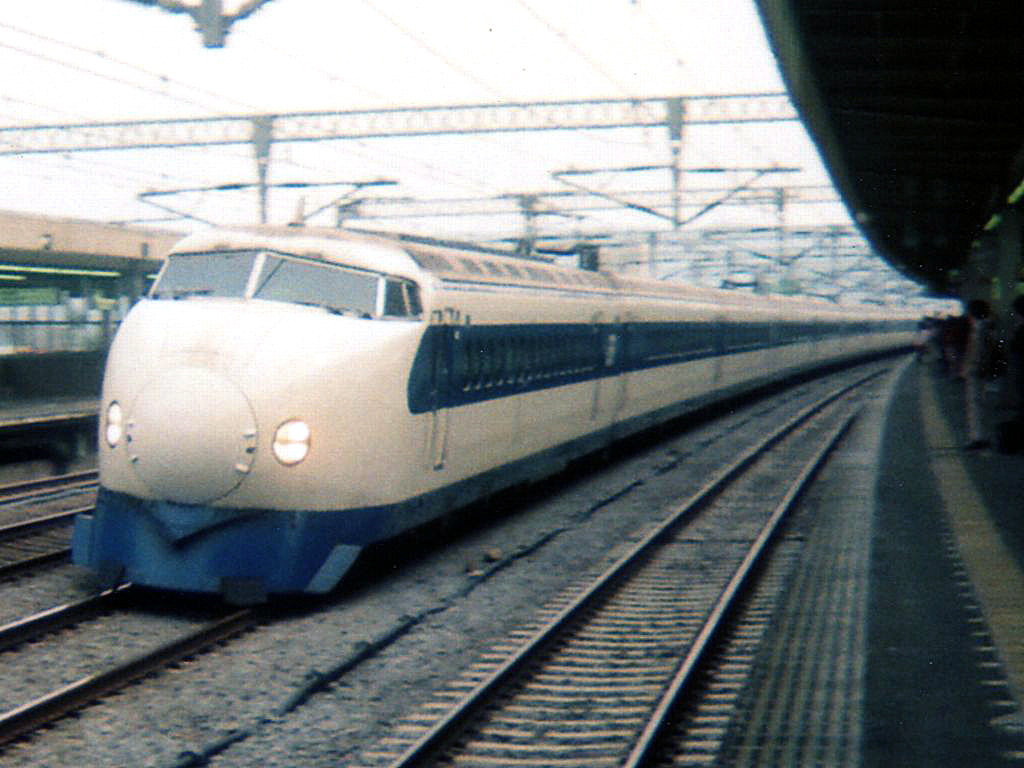
Tren N_{H} Hikari con 16 coches en mayo de 1989

Entre 1977 y 1980, se formaron 35 nuevos conjuntos NH de 16 coches con unidades de la subserie 1000 (lotes 22 a 29) para los servicios Hikari en las líneas Tōkaidō Shinkansen y Sanyō Shinkansen. La introducción de los trenes de la Serie 100 y más tarde de la Serie 300 redujo la cantidad de trenes de la Serie 0 utilizados en los servicios Hikari, que dejaron de prestarse por parte del JR Central en 1995. Posteriormente, la West Japan Railway Company mantuvo una pequeña flota para su uso adicional en los servicios Hikari del período de vacaciones, y la última unidad restante, el conjunto NH32, se dio de baja en diciembre de 1999.
Las composiciones NH tenían dos Coches Verdes (de primera clase) y un coche restaurante además de un coche bufé, aunque el uso de los coches restaurante se suspendió a mediados de la década de 1990.
| Coche No.    | 1       | 2       | 3       | 4       | 5      | 6      | 7  | 8   | 9       | 10      | 11      | 12      | 13     | 14      | 15      | 16      |
| ------------ | ------- | ------- | ------- | ------- | ------ | ------ | -- | --- | ------- | ------- | ------- | ------- | ------ | ------- | ------- | ------- |
| Denominación | Mc      | M'      | M       | M'      | M      | M'     | MA | M'D | MB      | M'      | MS      | M'S     | M      | M'      | M       | M'c     |
| Numeración   | 21-1000 | 26-1000 | 25-1000 | 26-1200 | 25-700 | 26-700 | 27 | 36  | 35-1000 | 26-1200 | 15-1000 | 16-1000 | 25-500 | 26-1000 | 25-1000 | 22-1000 |

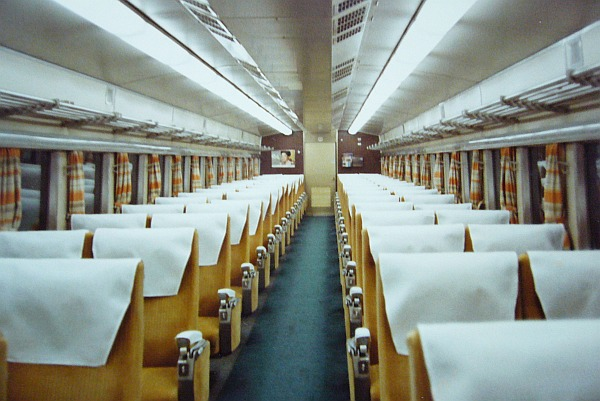
Interior de un Coche Verde 15-1019 del tren NH15 en 1982
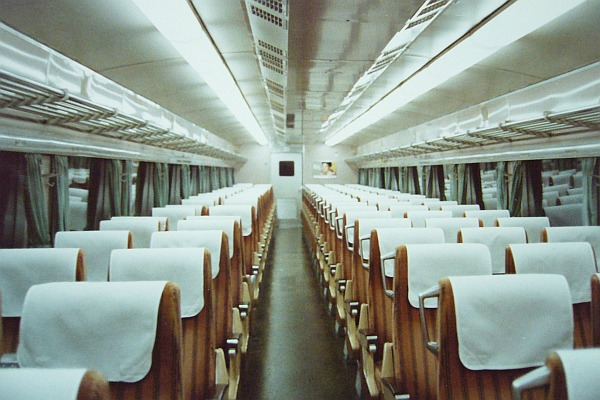
Interior del Coche de Clase Estándar 25-526 del tren NH15 en 1982
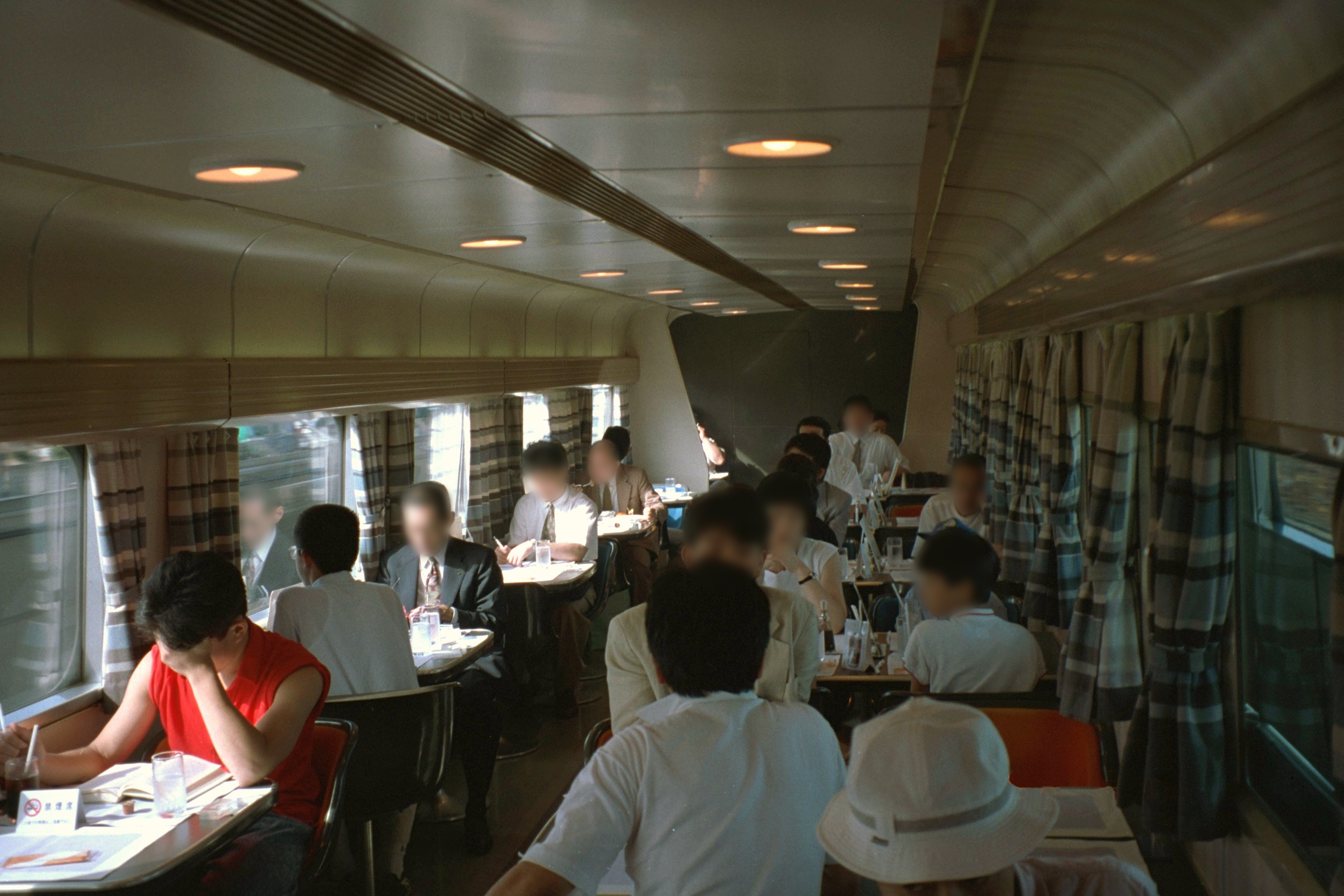
Vista interior de un coche restaurante de un tren NH en 1992

### Tren YKde 16 coches

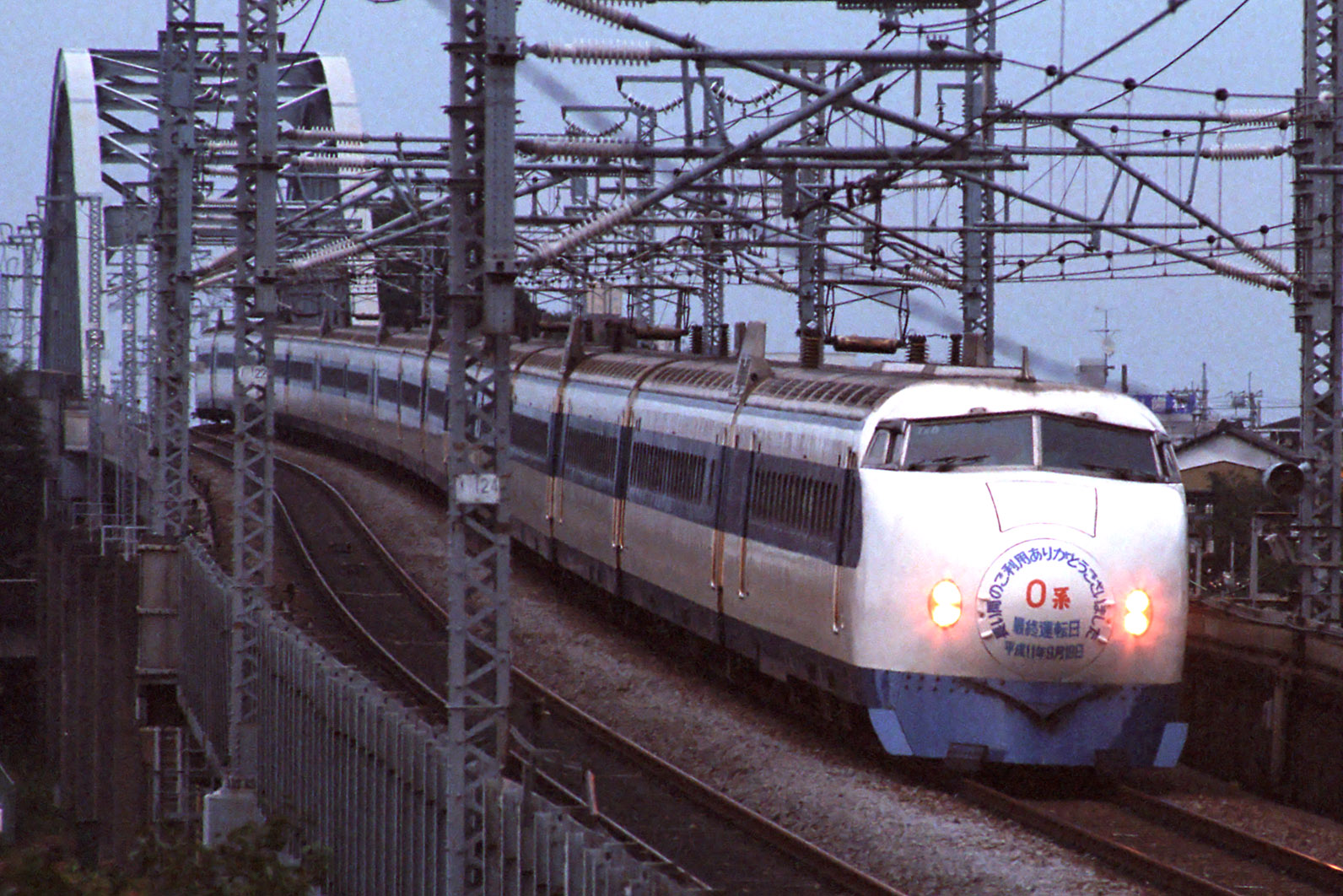
Tren de 16 coches Y_{K}8 en el servicio Tokaido Shinkansen Kodama con la divisa "Arigatō 0 Series" el último día de servicio, el 19 de septiembre de 1999

Los conjuntos YK de 16 coches fueron operados por el JR Central en los servicios con parada en todas las estaciones Kodama. Estos trenes tenían coches con reserva de asientos mejorada con disposición 2+2, que empleaban butacas del mismo estilo que los trenes de la Serie 100, pero solo un Coche Verde por en cada composición de 16 coches. Los asientos tenían la disposición 3+2 en la Clase Estándar y 2+2 en los Coches Verdes.
La flota fue operada por JR Central en el Tokaido Shinkansen hasta que se retiraron las últimas unidades el 18 de septiembre de 1999. En los últimos dos meses de servicio, funcionaron con emblemas en sus dos extremos incluyendo el rótulo "Arigatō 0 Series" (Gracias, Serie 0).
| Coche No.    | 1  | 2  | 3  | 4  | 5  | 6  | 7  | 8   | 9  | 10 | 11 | 12 | 13 | 14 | 15 | 16  |
| ------------ | -- | -- | -- | -- | -- | -- | -- | --- | -- | -- | -- | -- | -- | -- | -- | --- |
| Denominación | Mc | M' | M  | M' | MB | M' | M  | M'S | M  | M' | M  | M' | M  | M' | M  | M'c |
| Numeración   | 21 | 26 | 25 | 26 | 37 | 26 | 25 | 16  | 25 | 26 | 25 | 26 | 25 | 26 | 25 | 22  |

#### Interior

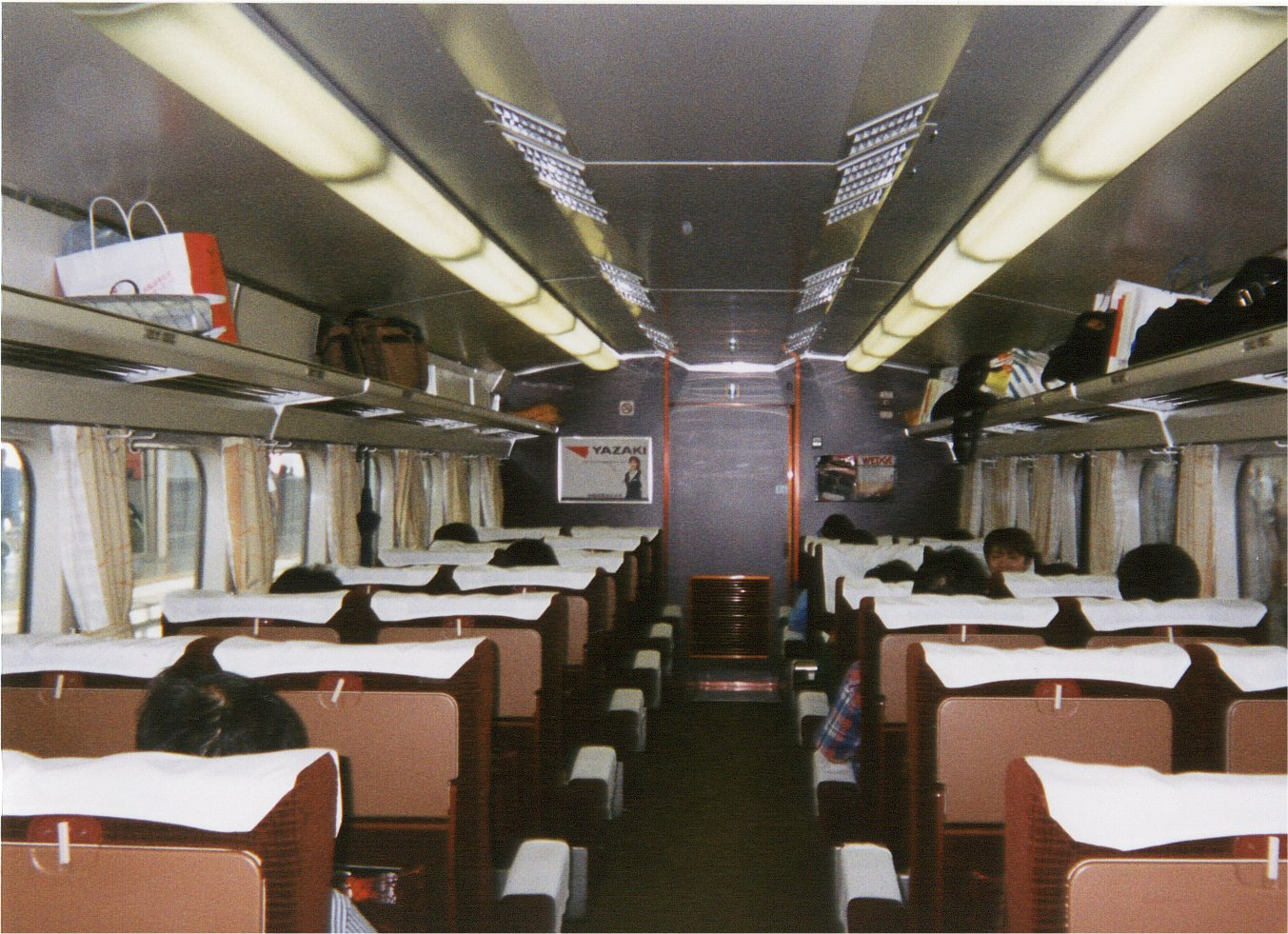
Interior de un Coche Verde en un tren YK en septiembre de 1999

### Tren SKde 12 coches

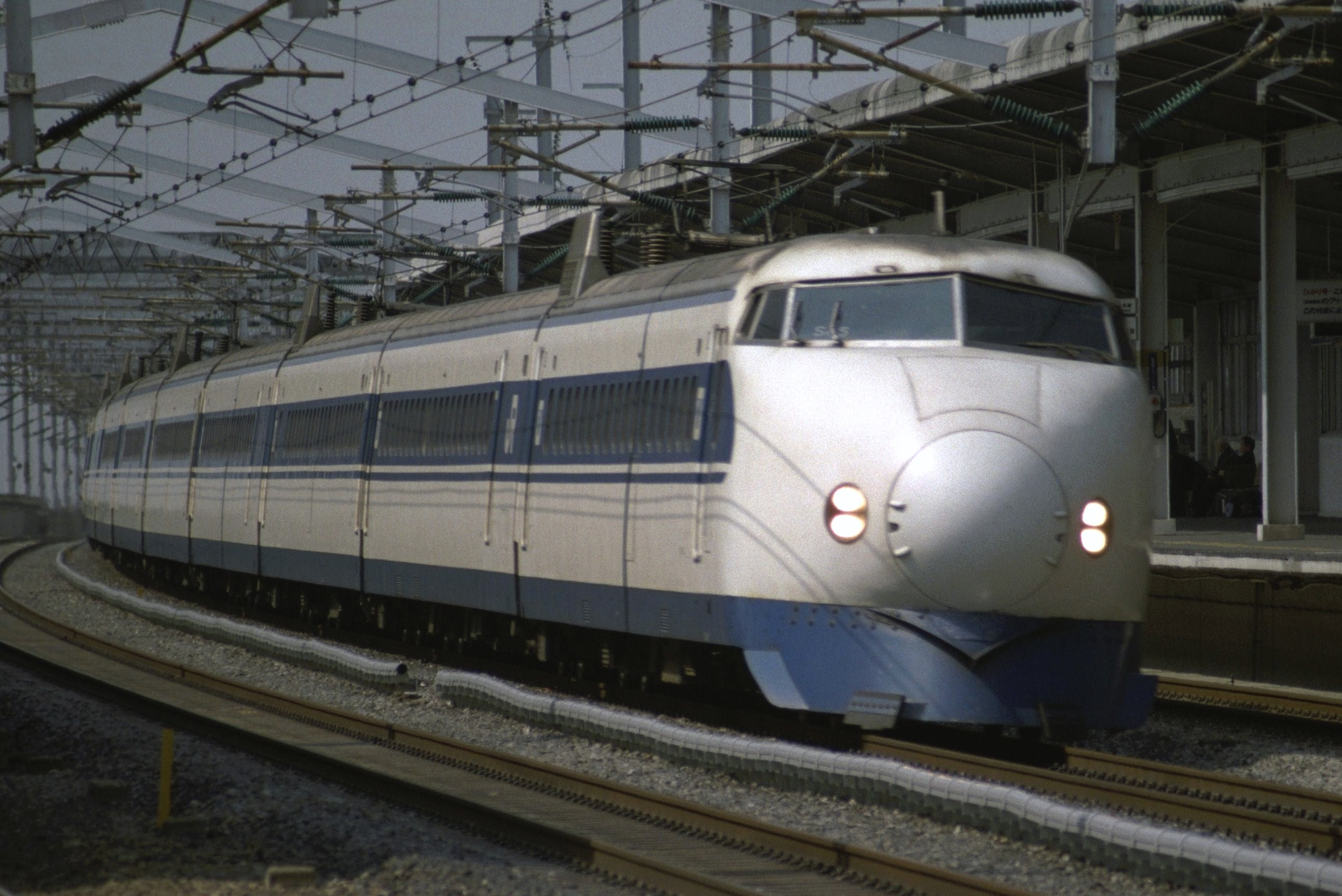
Tren SK5 en un servicio Hikari Oeste en marzo de 1997

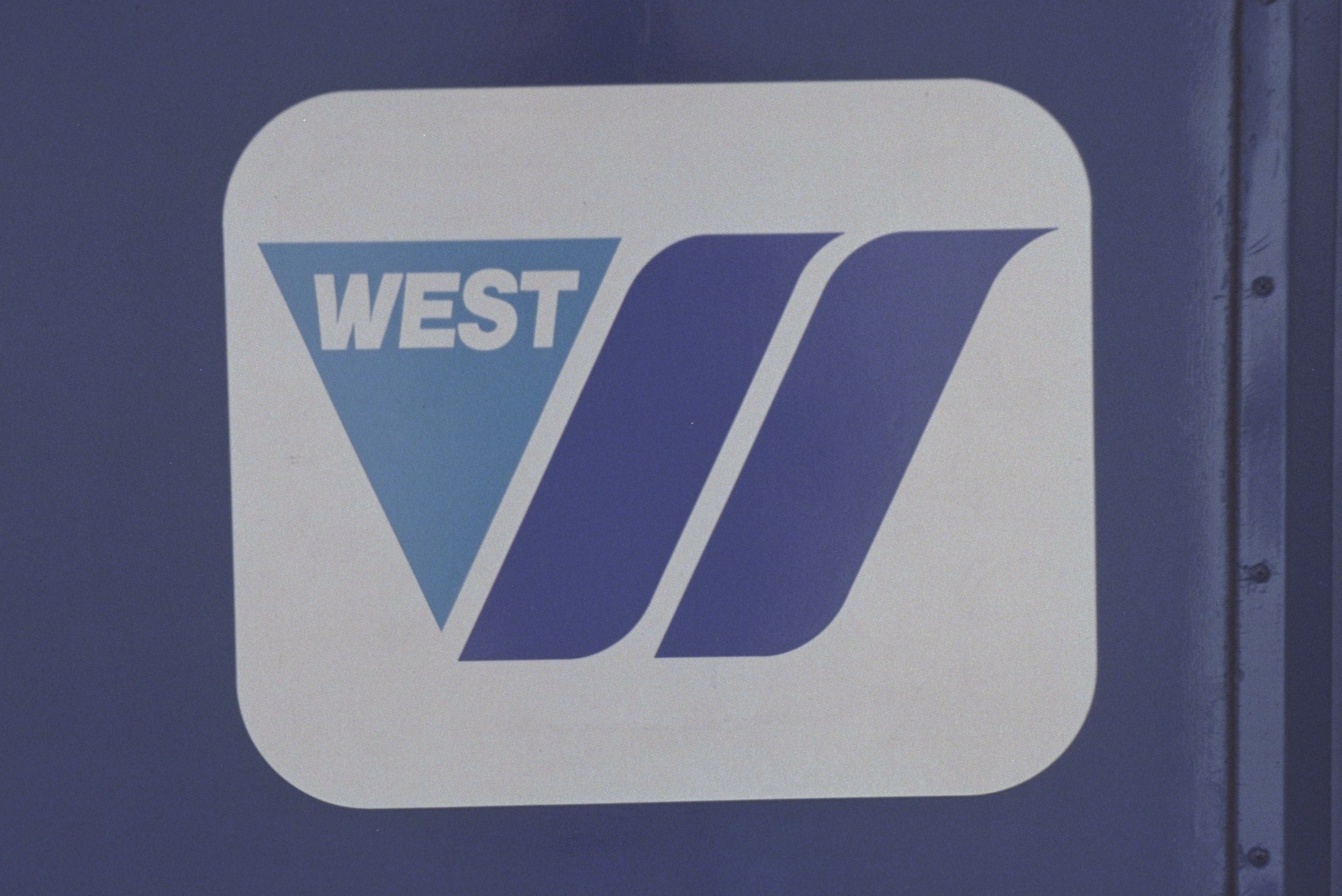
Logo "Oeste" en un tren SK en marzo de 1997

Estos conjuntos SK de 12 coches con base en el Depósito de Hakata fueron operados por el JR-Oeste en los servicios West Hikari del Sanyo Shinkansen entre Shin-Osaka y Hakata. Los conjuntos se formaron con vehículos de las subseries 5000 y 7000 actualizados con asientos mejorados, y los coches bufet se renovaron con un área de asientos especial. Todos los coches de Clase Estándar tenían asientos mejorados con disposición 2+2. La decoración se reconocía externamente por la adición de una fina línea azul extra debajo de las ventanas (similar al aspecto de la Serie 100) y por los grandes emblemas con el rótulo "West" cerca de las puertas. Algunos conjuntos originalmente incluían coches para la proyección de películas de cine especialmente convertidos, pero se retiraron en 1996. Tras el final de los servicios del West Hikari el 21 de abril de 2000, las unidades SK restantes se reformaron en nuevos conjuntos R60 de 6 coches para reemplazar a los trenes sin restaurar en los servicios Kodama del Sanyo Shinkansen.
| Coche No.    | 1  | 2  | 3  | 4  | 5  | 6  | 7  | 8   | 9  | 10 | 11 | 12  |
| ------------ | -- | -- | -- | -- | -- | -- | -- | --- | -- | -- | -- | --- |
| Denominación | Mc | M' | M  | M' | MB | M' | M  | M'S | M  | M' | M  | M'c |
| Numeración   | 21 | 26 | 25 | 26 | 37 | 26 | 25 | 16  | 25 | 26 | 25 | 22  |

### Tren Q de 4 coches

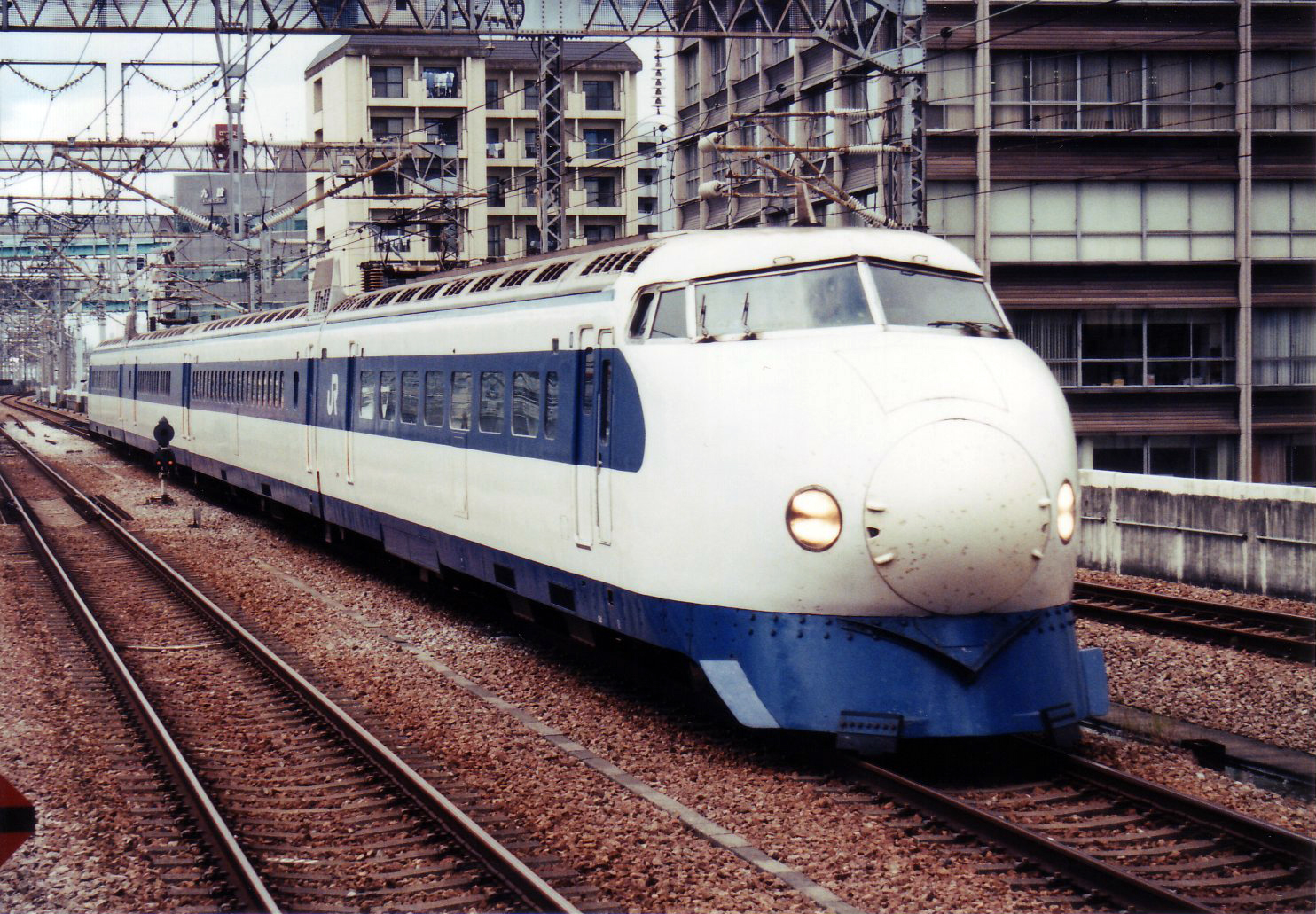
Tren Q4 en Hakata, prestando el servicio Sanyo Shinkansen Kodama en julio de 1998

Los trenes Q de 4 coches se formaron a partir de marzo de 1997 para usarse en los servicios de transporte Kodama operados entre Hakata y Kokura / Hiroshima, y también para usar en algunas tareas de la Línea Hakata-Minami. Estos conjuntos no tenían Coche Verde. La última unidad restante se retiró en septiembre de 2001. El tren Q3 permaneció como un conjunto estático para el adiestramiento de las tripulaciones en la estación de Shin-Shimonoseki hasta 2009, cuando fue reemplazado por el tren P2 de la Serie 100.
| Coche No.    | 1  | 2  | 3  | 4   |
| ------------ | -- | -- | -- | --- |
| Denominación | Mc | M' | M  | M'c |
| Numeración   | 21 | 26 | 25 | 22  |

### Tren R de 6 coches

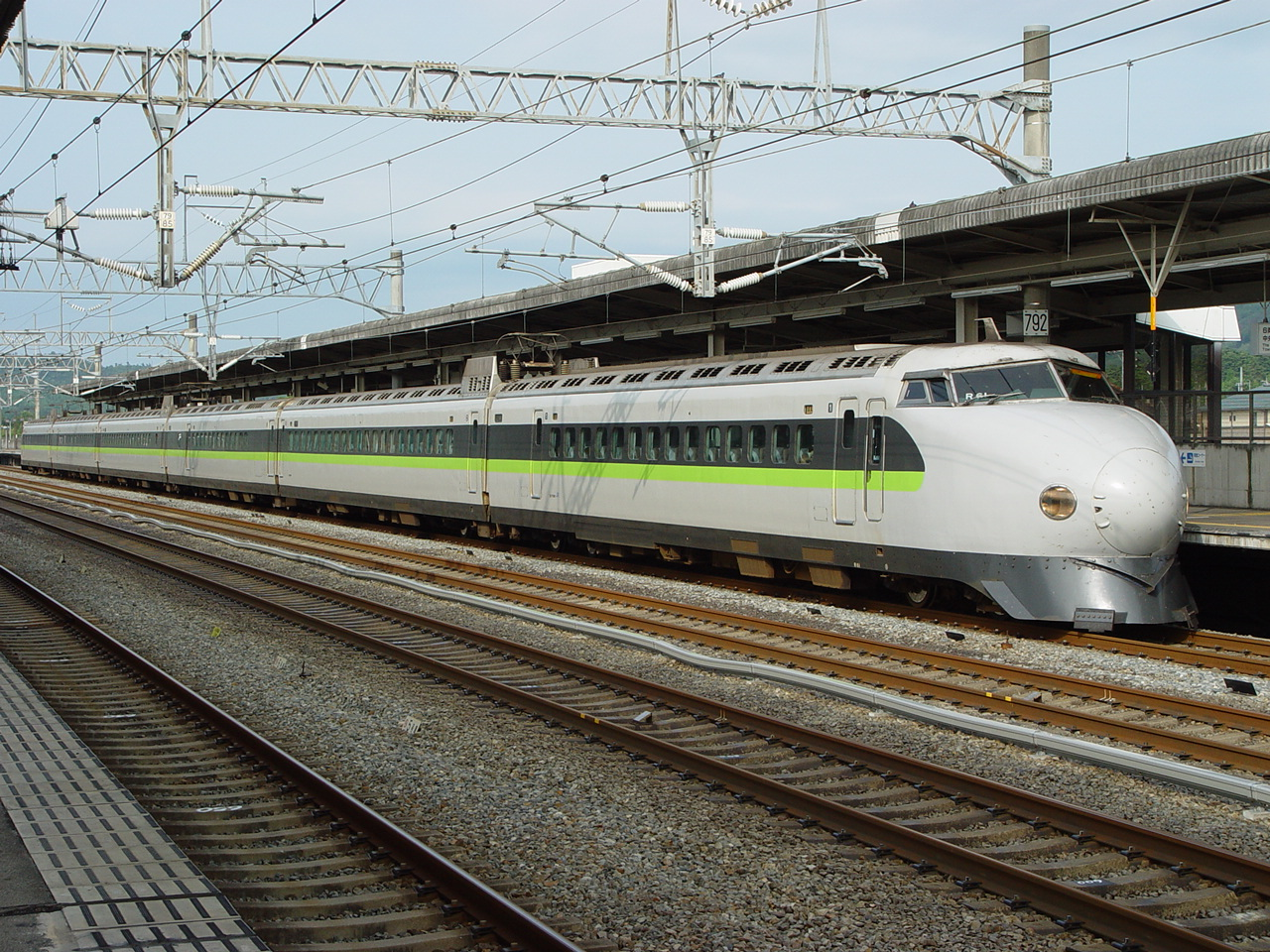
Tren R61 con la nueva librea del JR-West Kodama en la estación de Higashi-Hiroshima en un servicio Kodama del Sanyo Shinkansen en julio de 2003

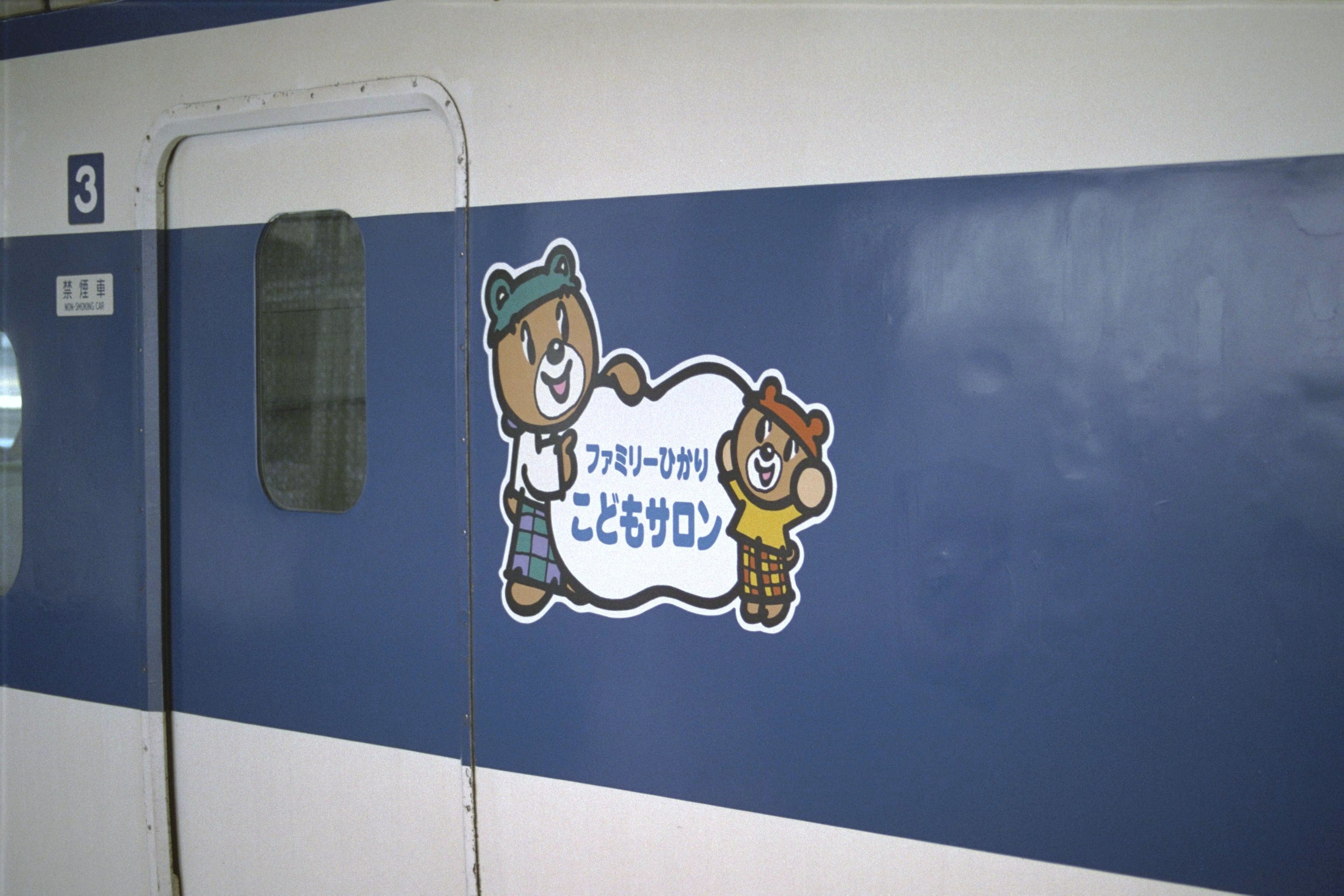
Logo del "Salón Infantil" en marzo de 1997

Las unidades R de 6 coches sin Coche Verde se formaron por primera vez en junio de 1985, siendo usados en los servicios Kodama del JR-Oeste entre Shin-Osaka y Hakata. También se utilizaron para operar servicios en el corto recorrido de la Línea Hakata-Minami desde la estación Hakata.
Los coches  No. 3 de los conjuntos R2 y R24 se reconstruyeron como "Salones para niños" y la antigua zona del mostrador del bufé se convirtió en un área de juegos para niños. Estos conjuntos se denominaron como Family Hikari durante los períodos de vacaciones. A partir de marzo de 1997, se inició un programa de remodelación de los trenes R, con nueva decoración interior, asientos giratorios y nuevos baños/instalaciones de lavado. Las unidades renovadas se reconocían externamente por una delgada línea azul extra debajo de las ventanas (como con los conjuntos SK del West Hikari) y nuevos emblemas "W" cerca de las puertas.
A partir de abril de 2000, se crearon composiciones "WR" de 6 coches a partir de unidades procedentes de trenes SK anteriores, y se volvieron a numerar en la serie R60. Conservaron la zona de bufé más grande (sin uso) y los asientos 2+2 de los antiguos trenes West Hikari, y reemplazaron gradualmente a los trenes R restantes sin restaurar. Estas unidades inicialmente conservaron su marca West Hikari, pero se volvieron a pintar gradualmente con la nueva librea Kodama del JR-West a partir de mayo de 2002. Aunque inicialmente se había programado su retirada en 2006, los últimos tres conjuntos restantes (R61/R67/R68) permanecieron en servicio hasta el 30 de noviembre de 2008. En junio de 2008 se habían vuelto a pintar con su librea original de color marfil y azul con los techos plateados.
| Coche No.    | 1  | 2  | 3  | 4  | 5  | 6   |
| ------------ | -- | -- | -- | -- | -- | --- |
| Denominación | Mc | M' | MB | M' | M  | M'c |
| Numeración   | 21 | 26 | 37 | 26 | 25 | 22  |

#### Interior

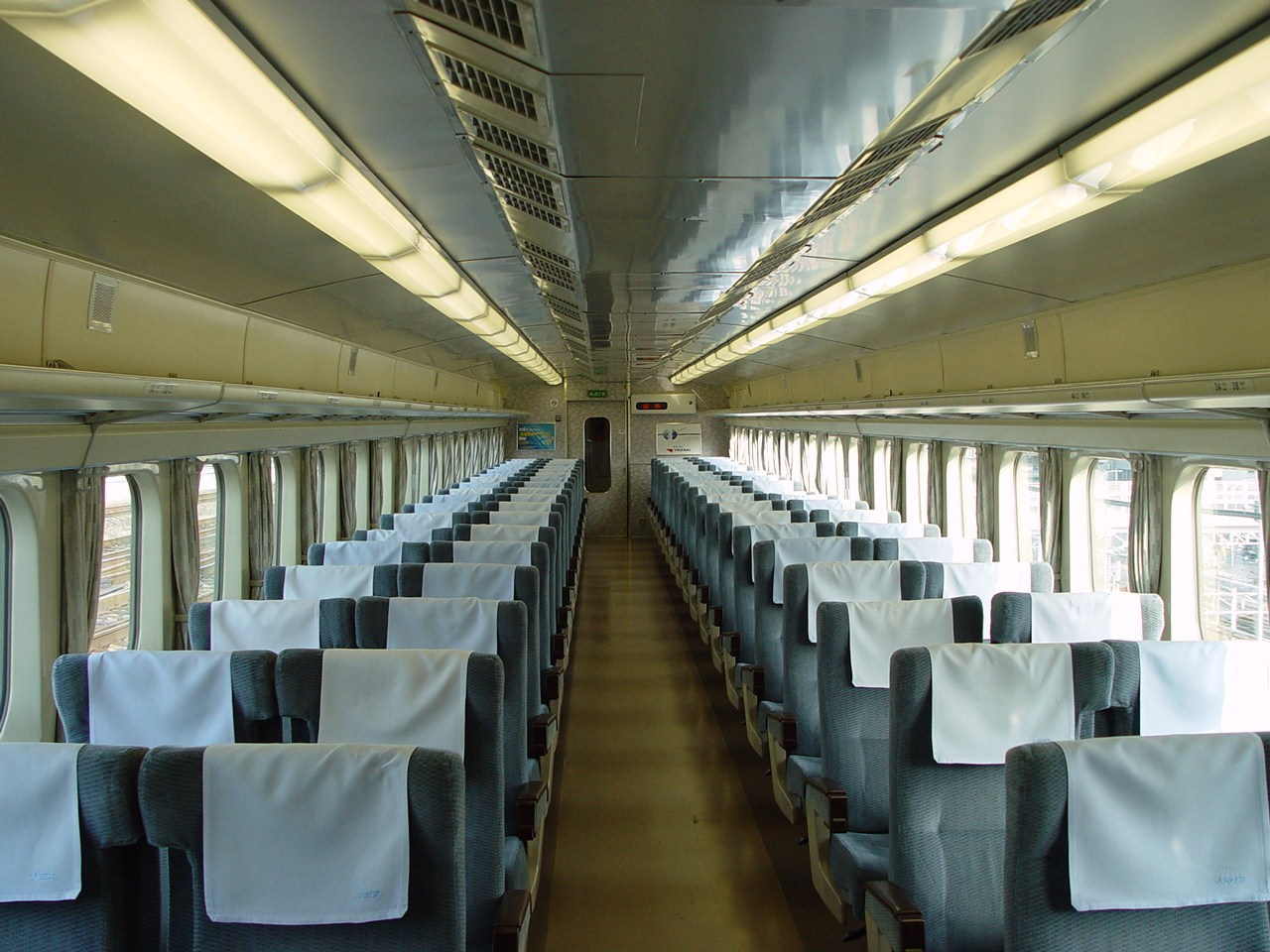
Asientos 2+2 en un tren R61 en julio de 2003
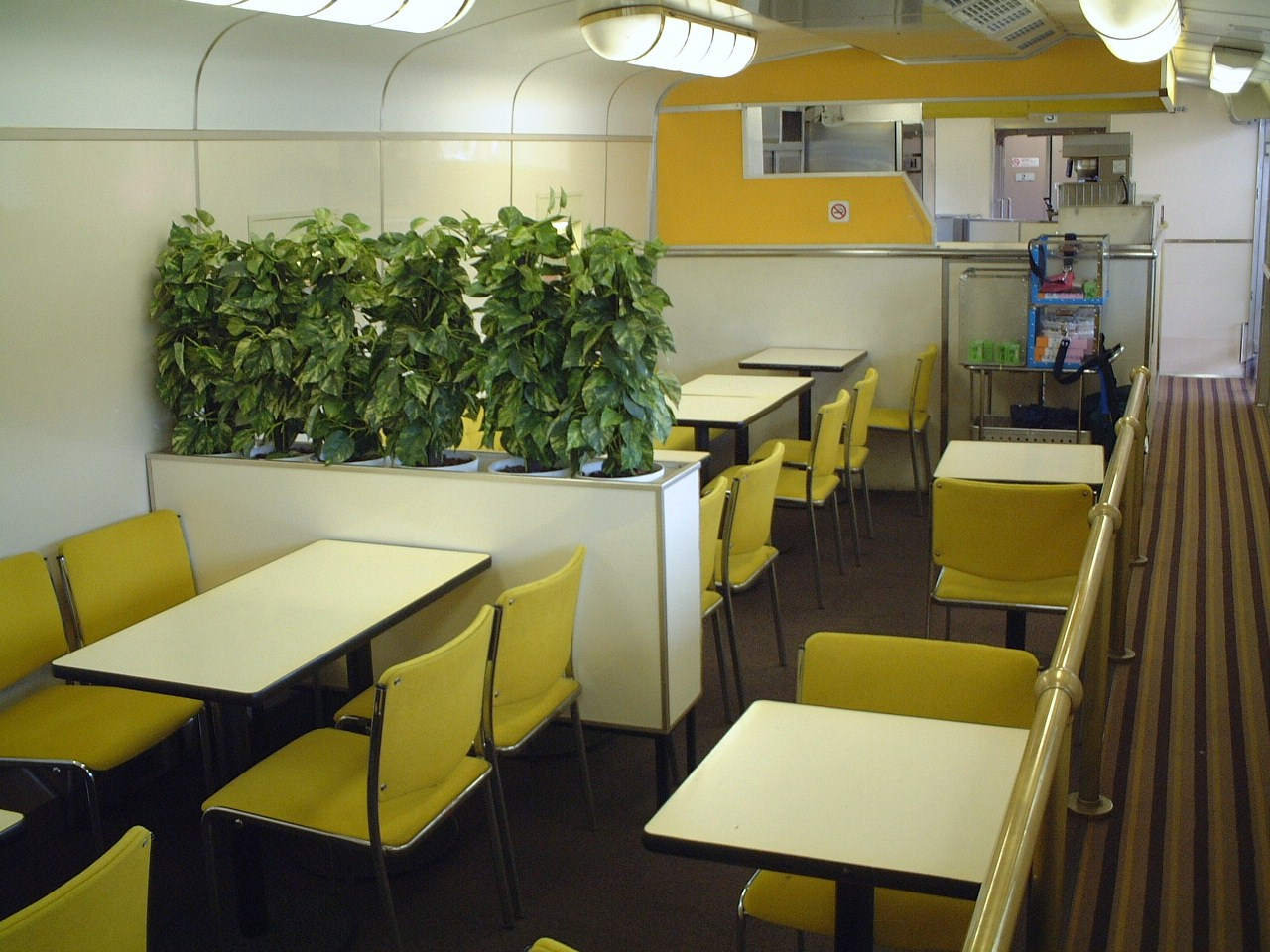
Interior del antiguo coche bufé 37-7302 en el tren R62, utilizado como sala de estar general en mayo de 2002

## Ejemplos conservados
Una gran cantidad de vehículos de la serie 0 anteriores se conservan o almacenan en museos y otros lugares de Japón. Fuera de Japón, el vehículo principal de un conjunto de la serie 0 se conserva en Museo Nacional del Ferrocarril de York en York, Reino Unido. Fue donado al museo por JR-West en 2001.
| Número de vehículo      | Fecha de construcción | Fecha de retiro     | Ubicación | Observaciones |
| ----------------------- | --------------------- | ------------------- | --- | --- |
| 16-1                    | marzo de 1964         | marzo de 1977       | Conservado en el Museo del Ferrocarril de Kyoto, que se inauguró en abril de 2016. (Anteriormente mostrado en el Museo del Transporte Moderno en Osaka). | Coches de la preproducción "C" set H1. |
| 21-1                    | marzo de 1964         | marzo de 1977       | Conservado en el Museo del Ferrocarril de Kyoto, que se inauguró en abril de 2016. (Anteriormente mostrado en el Museo del Transporte Moderno en Osaka). | Coches de la preproducción "C" set H1. |
| 22-1                    | marzo de 1964         | marzo de 1977       | Conservado en el Museo del Ferrocarril de Kyoto, que se inauguró en abril de 2016. (Anteriormente mostrado en el Museo del Transporte Moderno en Osaka). | Coches de la preproducción "C" set H1. |
| 35-1                    | agosto de 1964        | marzo de 1977       | Conservado en el Museo del Ferrocarril de Kyoto, que se inauguró en abril de 2016. (Anteriormente mostrado en el Museo del Transporte Moderno en Osaka). | Coches del primer set de producción H2. |
| 21-2                    | julio de 1964         | marzo de 1977       | Museo Ferroviario, Saitama | Del conjunto original H2. Mudada de Osaka en agosto de 2008. Expuesta desde octubre de 2009. |
| 22-2                    | julio de 1964         | marzo de 1977       | Centro de formación de personal JR-West, Suita, Osaka | Del conjunto original H2. |
| 21-25                   | abril de 1964         | marzo de 1978       | Museo Ferroviario, Saitama | Solo la sección de cabina. Exhibido originalmente fuera del Museo del Transporte de Tokio. |
| 22-56                   | agosto de 1967        | febrero de 1982     | Hotel "Wine no Kuni", Ikeda, Hokkaidō | Solo la tercera sección delantera. |
| 21-59                   | marzo de 1968         | febrero de 1982     | Parque Shintorimachi, Fuji (Shizuoka) | |
| 21-73                   | julio de 1969         | octubre de 1984     | Parque Shinkansen, Settsu (Osaka) | [ 10 ] |
| 22-75                   | agosto de 1969        | marzo de 1985       | Parque Ferroviario de Ome, Ome, Tokio | Repintado durante un breve período con librea verde/marfil de Tohoku a finales de la década de 1980. |
| 22-77                   | septiembre de 1969    | marzo de 1990       | Jardín de infancia Satsuki, Fukuoka | Utilizado como sala de profesores y biblioteca. |
| 36-84                   | 1975                  |                     | "SCMaglev y Parque del Ferrocarril", Nagoya | [ 12 ] |
| 21-86                   | diciembre de 1971     | noviembre de 1991   | "SCMaglev y Parque del Ferrocarril", Nagoya | [ 12 ] |
| 22-86                   | diciembre de 1971     | noviembre de 1991   | Talleres de Hamamatsu del JR Central | [ 10 ] |
| 21-100                  | septiembre de 1973    | octubre de 1991     | Biblioteca de la ciudad de Akishima, Akishima (Tokio) | Utilizado como sala de lectura de la biblioteca. |
| 21-141                  | junio de 1976         | octubre de 2000     | El Parque Histórico del Ferrocarril en Saijo, Prefectura de Ehime                                                                                        | Anterior juego H94, más tarde R52. Solo la mitad delantera. |
| 22-141                  | junio de 1976         | octubre de 2000     | Museo Nacional del Ferrocarril de York, York, Reino Unido                                                                                                | Un regalo del JR-West donado al museo británico en 2001. Hasta la fecha, esta unidad es uno de los dos únicos Shinkansen de cualquier serie conservados en un museo fuera de Japón. |
| 22-1003                 | noviembre de 1976     | noviembre de 1994   | Parque del Patrimonio Ferroviario de Namikawa, Kameoka (Kioto)                                                                                           | Solo la sección de cabina. |
| 21-2023                 | enero de 1985         | junio de 1998       | Fábrica de J-TREC, Yokohama | Solo la sección de cabina. Conservado en el Parque Ferroviario de Sakuma hasta noviembre de 2009. Trasladada a Tokyu Car desde julio de 2010. |
| 22-2029                 | marzo de 1986         | septiembre de 1999  | Fábrica de Nippon Sharyo, Toyokawa (Aichi) | [ 10 ] |
| 16-2034                 | 1986                  |                     | "SCMaglev y Parque del Ferrocarril", Nagoya | [ 12 ] |
| 37-2523                 | 1983                  |                     | "SCMaglev y Parque del Ferrocarril", Nagoya | [ 12 ] |
| 21-5035 (antes 21-1032) | junio de 1978         | 10 de marzo de 2004 | Estación de Tainan HSR, Tainan, República de China | Cabina del antiguo tren R1. Utilizado como coche de medición de estructuras durante la construcción del Tren de Alta Velocidad de Taiwán hasta 2008. En exhibición en la estación HSR de Tainan desde junio de 2021. Hasta la fecha, esta unidad es uno de los dos únicos Shinkansen de cualquier serie conservados en un museo fuera de Japón. |
| 22-7007                 | –                     | diciembre de 2008   | Suita Yard, Prefectura de Osaka | Cabina del antiguo tren R68. En exhibición dentro de la biblioteca Kento de la ciudad de Suita desde el 11 de noviembre de 2020. |
| 21-7008 (antes 21-2026) | 1983                  | diciembre de 2008   | Fábrica de Kawasaki Heavy Industries, Hyogo Prefecture                                                                                                   | Coche del último conjunto operativo, R61 |
| 21-7038                 | –                     | –                   | Kawasaki Good Times World, dentro de Museo marítimo de Kōbe                                                                                              | Diseño de West Hikari. Tercera sección delantera. |

### Galería

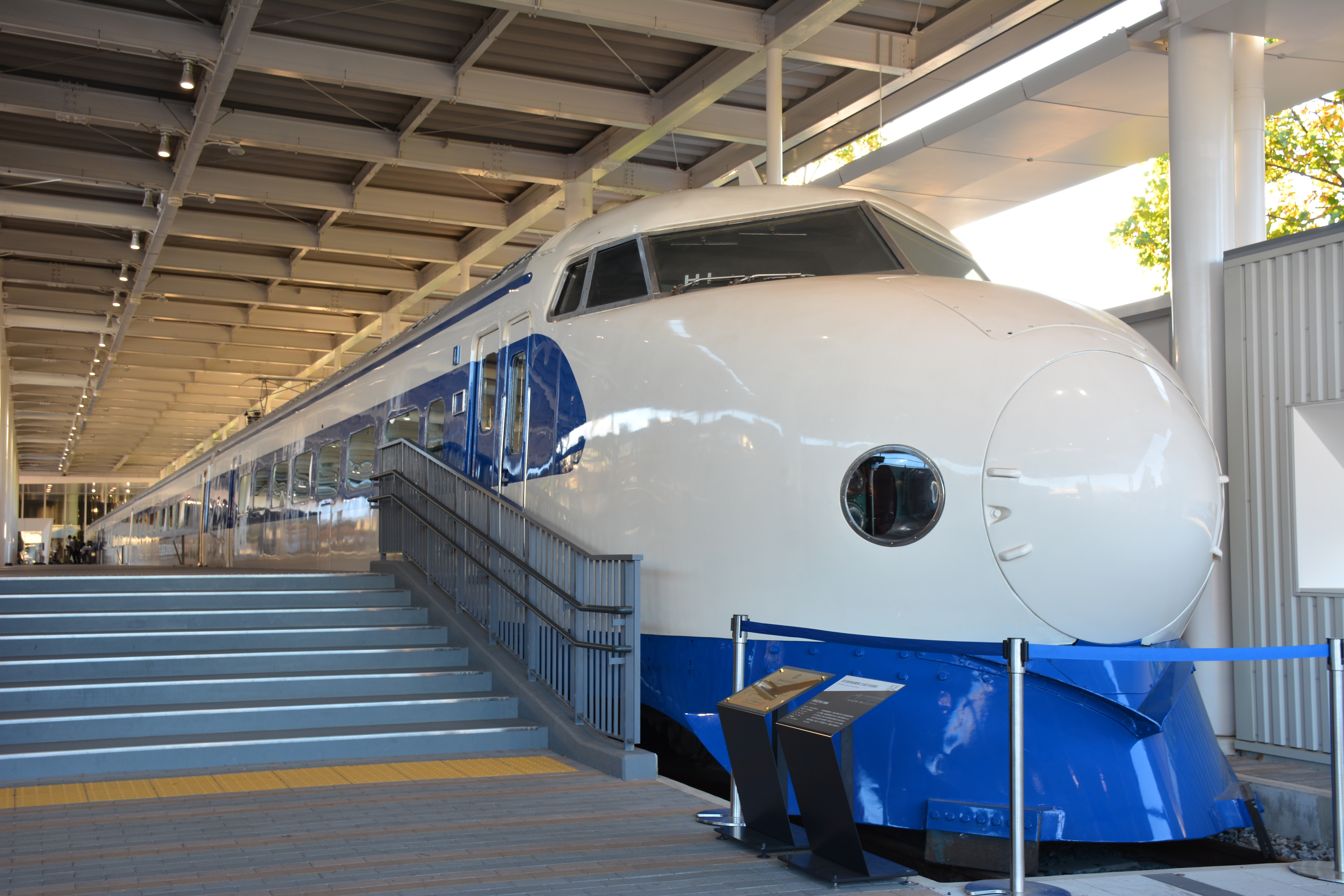
21-1 en el Museo del Ferrocarril de Kioto en octubre de 2016
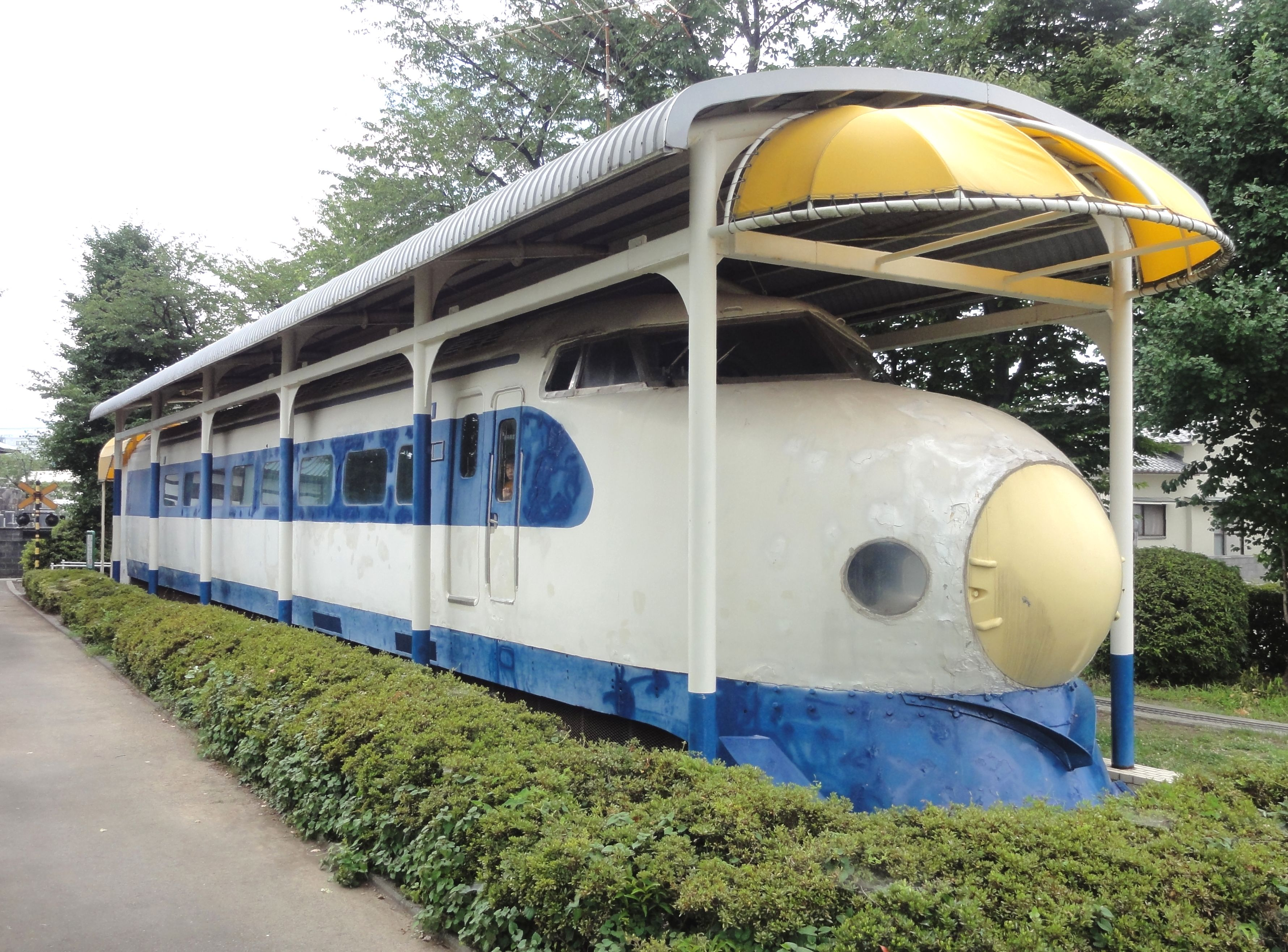
21-59 en el Parque Shintorimachi en Fuji, Shizuoka, en julio de 2013
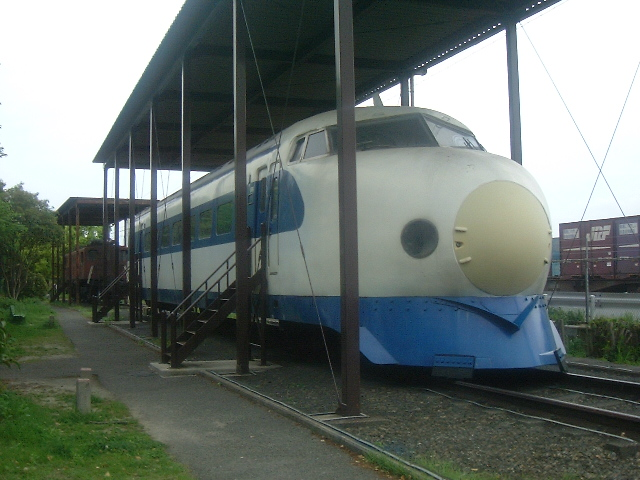
21-73 en Shinkansen Park en Settsu, Osaka, en mayo de 2006
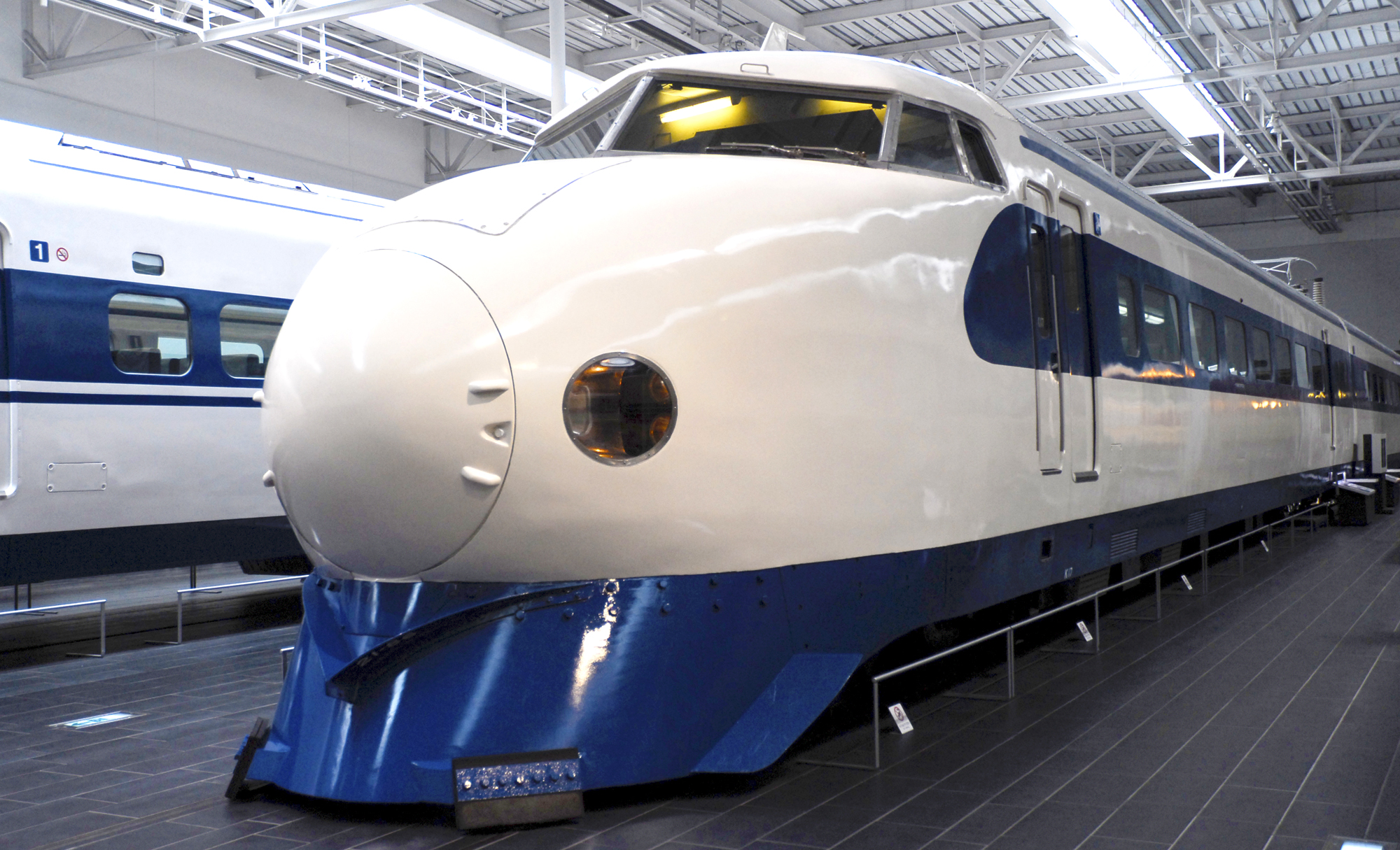
21-86 en el "SCMaglev y Parque del Ferrocarril", Nagoya, en abril de 2013
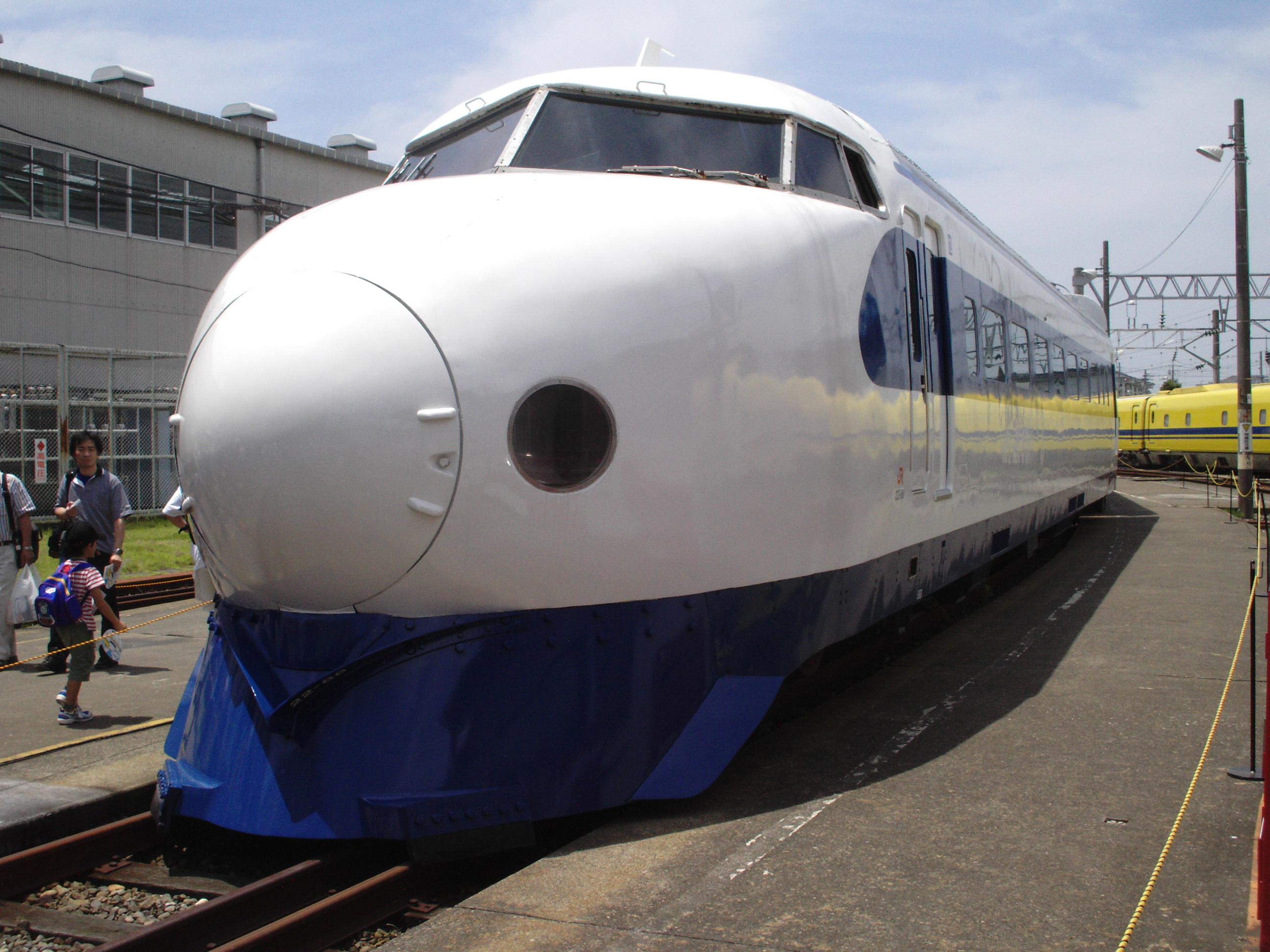
22–86 en Hamamatsu Works en julio de 2006
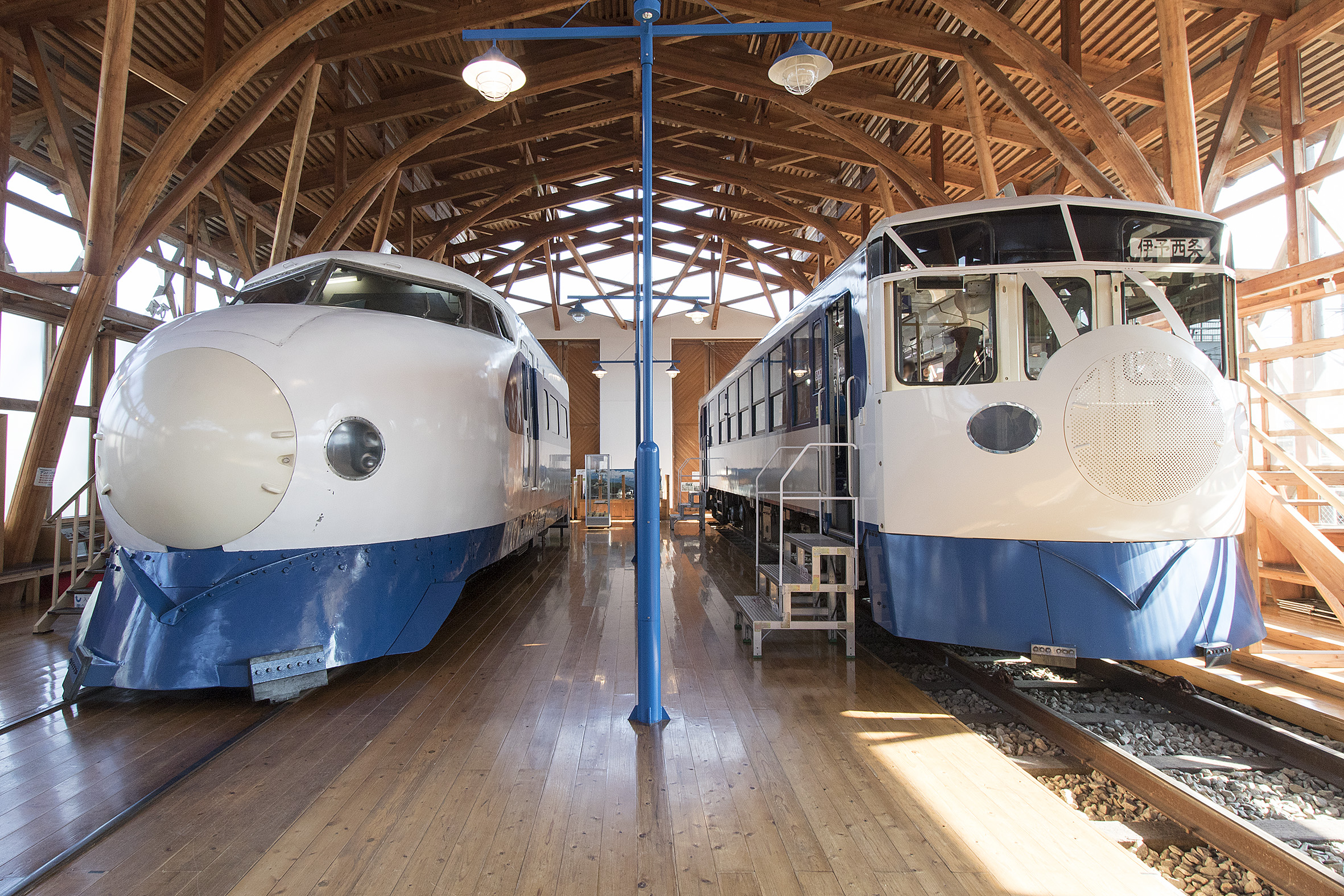
21-141 (izquierda) en el Parque Histórico Ferroviario de Saijo en diciembre de 2014
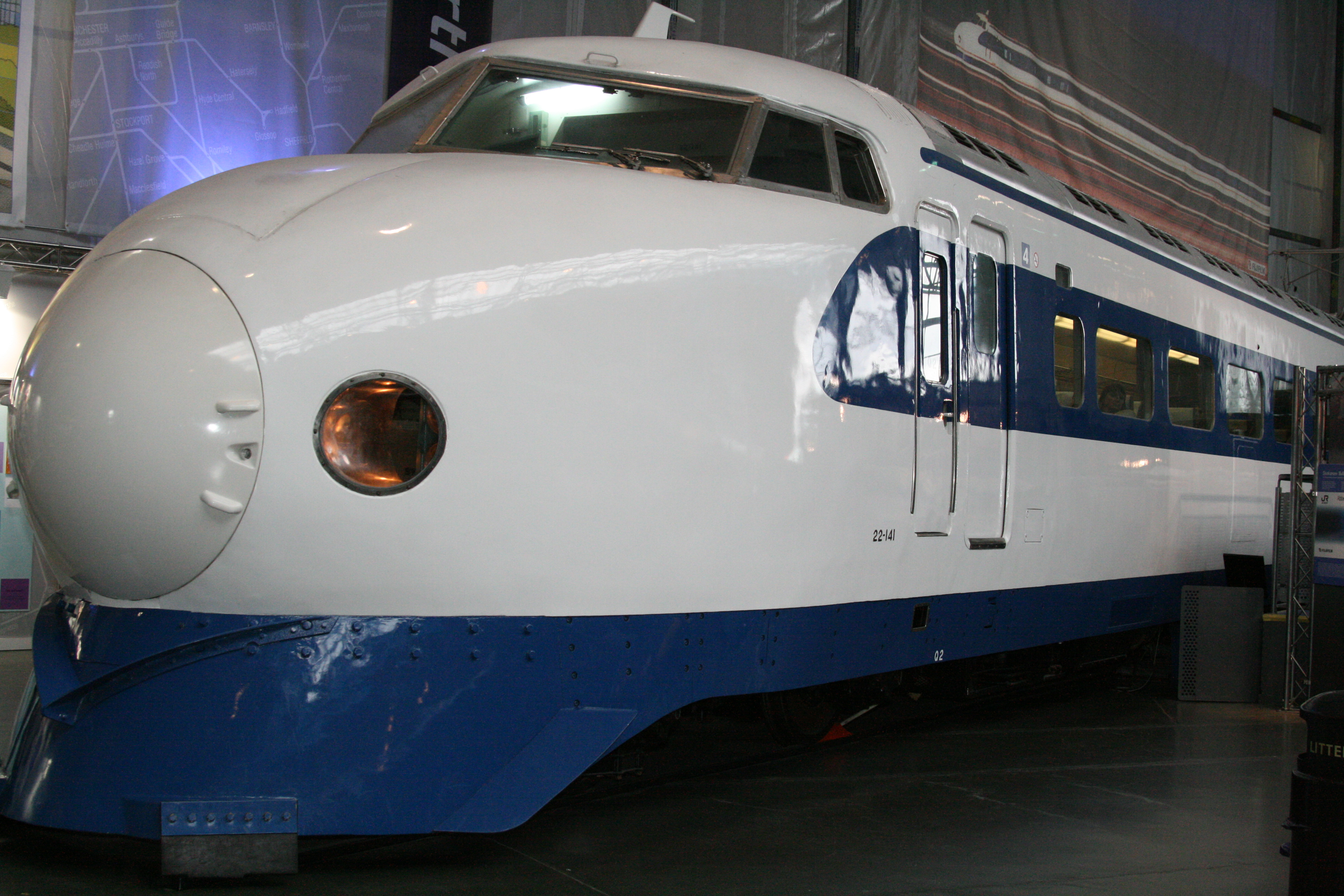
22–141 en exhibición en el Museo Nacional del Ferrocarril en York, Reino Unido, en agosto de 2007
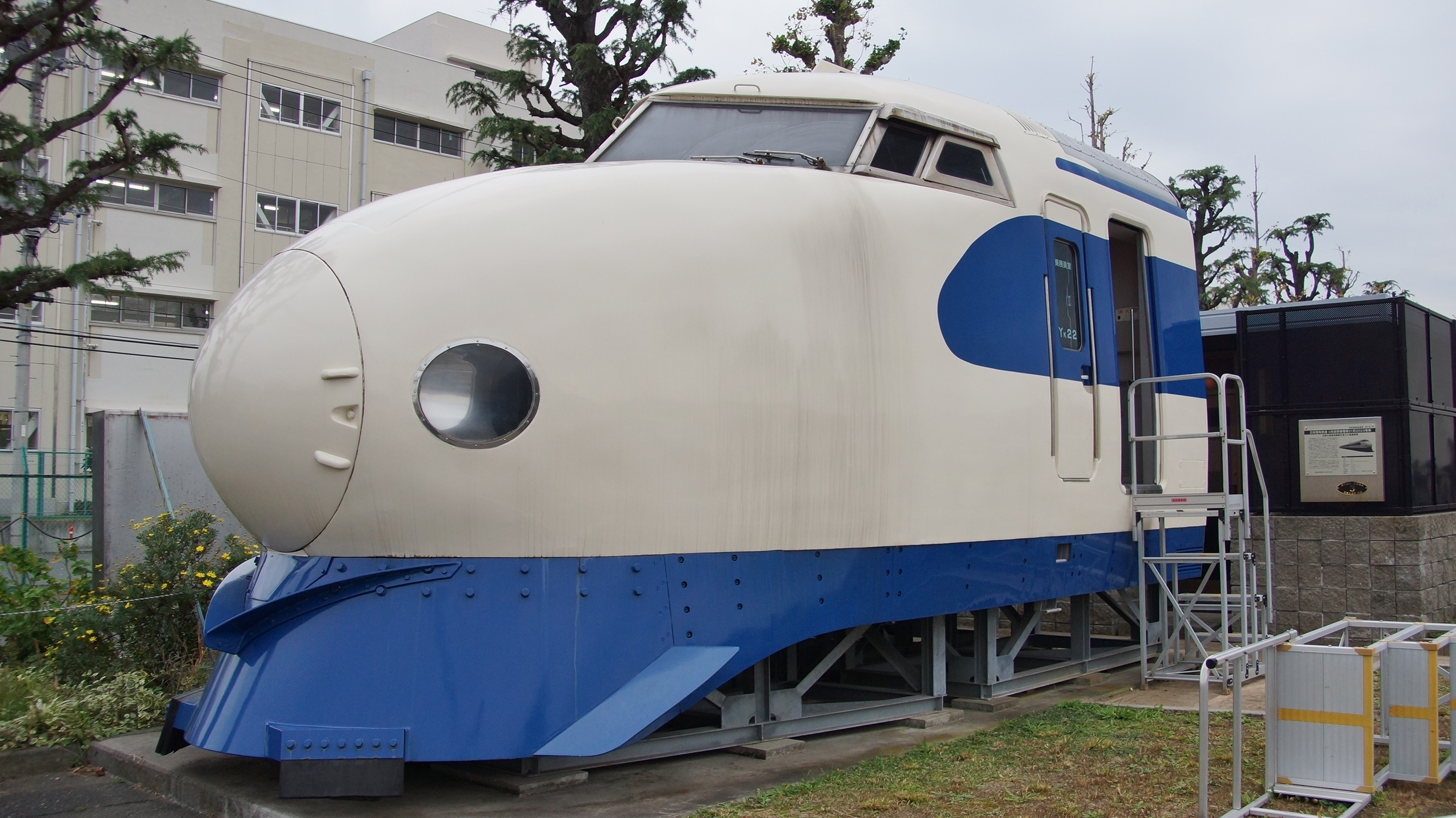
21-2023 conservado en la fábrica de J-TREC en Yokohama en noviembre de 2013
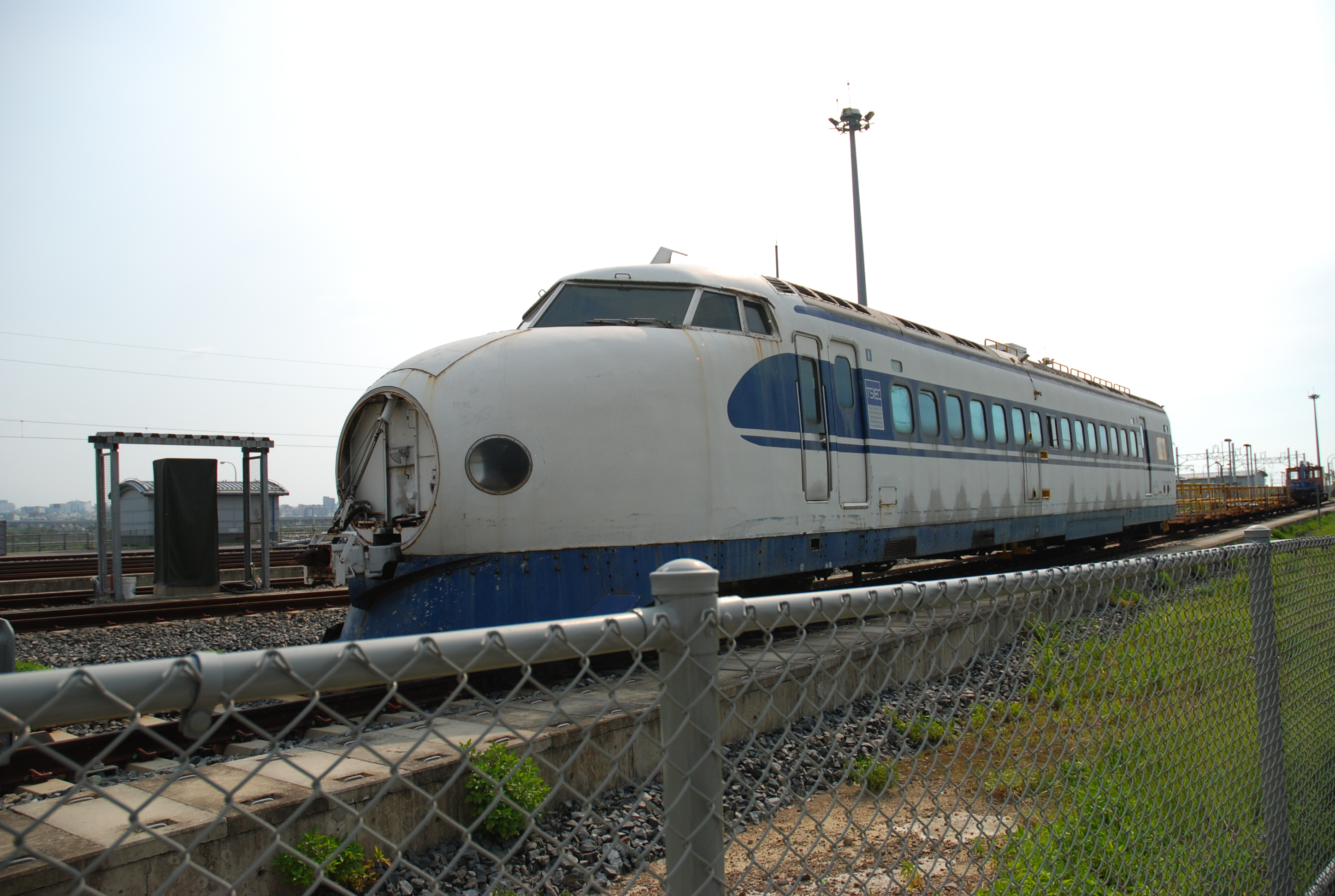
21-5035 utilizado como coche de medición de estructuras en Taiwán en agosto de 2008
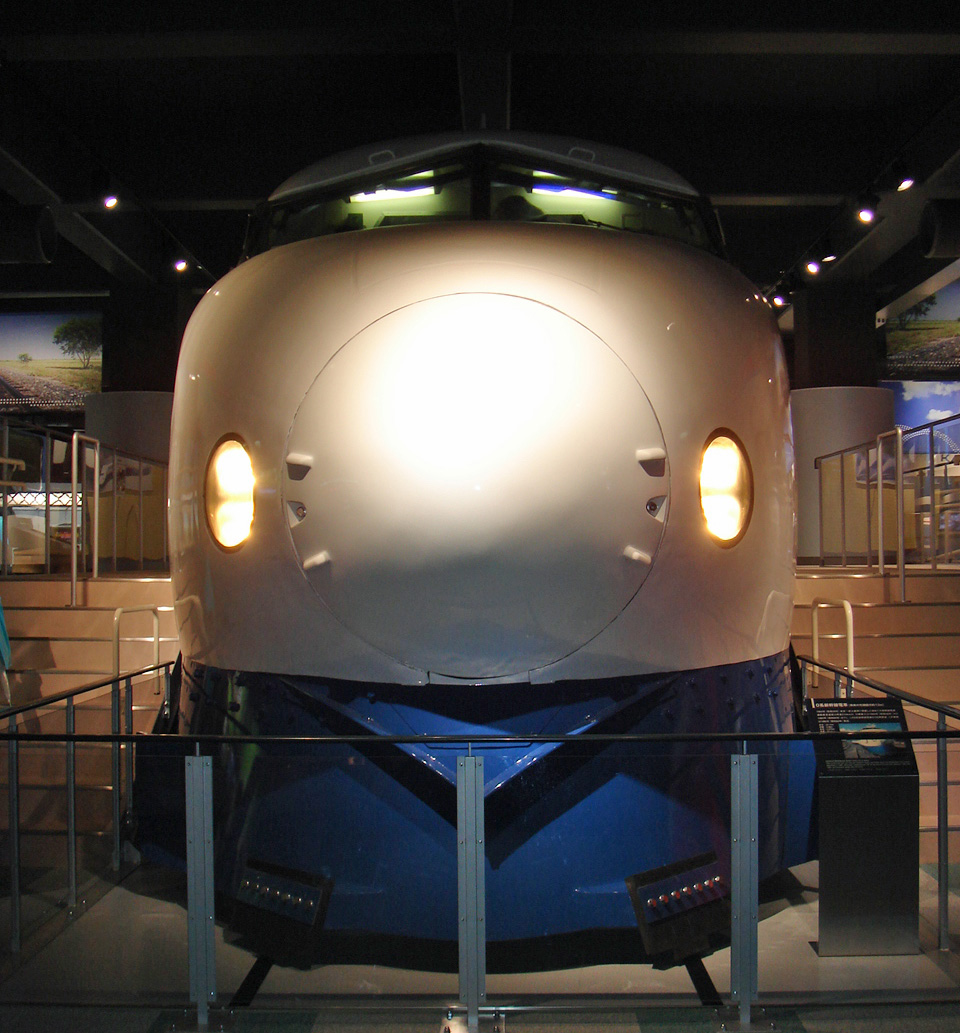
21-7038 en Kawasaki Good Times World en Kobe en julio de 2006